# Marie-Josèphe Fegue
Marie-Josèphe Fegue est une haltérophile camerounaise, naturalisée française, née le 28 mai 1991 à Yaoundé.

## Parcours
Née en 1991 à Yaoundé, elle a une quinzaine d'années lorsqu'elle découvre l'haltérophilie lors d'un passage de Vencelas Dabaya, vice-champion olympique sous les couleurs françaises aux jeux olympiques d'été de 2008 à Pékin, à la télévision : « J’ai été fascinée par son geste qui était fluide, beau, exécuté à la perfection, raconte-t-elle. Comment lever un poids si lourd en le faisant glisser le long du corps et en le projetant au-dessus de la tête ? J’ai voulu percer le mystère. Mon père a refusé, me disant que j’allais devenir un garçon, que je ne pourrai pas avoir d’enfant… ». Cependant, elle persiste et s'inscrit à un club.
Elle ne peut pas participer aux jeux olympiques d'été de 2012 à Londres. En 2013, elle devient toutefois championne d'Afrique. En 2014, elle remporte les Jeux du Commonwealth, dans la catégorie des -69 kg, puis gagne la France en faisant défection lors de ces jeux organisés  à Glasgow. Elle n'obtient un titre de séjour que 5 ans plus tard puis, deux ans après, la nationalité française.
En juin 2022, pour sa première compétition avec le maillot tricolore, elle décroche le titre de championne d'Europe des moins de 76 kg avec 245 kilos soulevés. Elle double la mise l'année suivante avec cette fois 253 kilos soulevés. Elle participe aux jeux olympiques d'été de 2024, à Paris, sous le maillot français, en compagnie de Bernardin Matam et Dora Tchakounté, nés comme elle à Yaoundé.

## Palmarès
| Date | Compétition            | Lieu       | Catégorie | Épreuve     | Résultat | Poids  |
| ---- | ---------------------- | ---------- | --------- | ----------- | -------- | ------ |
| 2010 | Jeux du Commonwealth   | Delhi      | - 63 kg   | Total       | 3e       | 198 kg |
| 2012 | Championnats d'Afrique | Nairobi    | - 63 kg   | Arraché     | 2e       | 92 kg  |
| 2012 | Championnats d'Afrique | Nairobi    | - 63 kg   | Épaulé-jeté | 2e       | 110 kg |
| 2012 | Championnats d'Afrique | Nairobi    | - 63 kg   | Total       | 2e       | 202 kg |
| 2013 | Championnats d'Afrique | Casablanca | - 69 kg   | Arraché     | 1re      | 103 kg |
| 2013 | Championnats d'Afrique | Casablanca | - 69 kg   | Épaulé-jeté | 1re      | 128 kg |
| 2013 | Championnats d'Afrique | Casablanca | - 69 kg   | Total       | 1re      | 231 kg |
| 2014 | Jeux du Commonwealth   | Glasgow    | - 69 kg   | Total       | 1re      | 234 kg |
| 2022 | Championnats d'Europe  | Tirana     | - 76 kg   | Arraché     | 1re      | 110 kg |
| 2022 | Championnats d'Europe  | Tirana     | - 76 kg   | Épaulé-jeté | 1re      | 135 kg |
| 2022 | Championnats d'Europe  | Tirana     | - 76 kg   | Total       | 1re      | 245 kg |
| 2023 | Championnats d'Europe  | Erevan     | - 76 kg   | Arraché     | 1re      | 113 kg |
| 2023 | Championnats d'Europe  | Erevan     | - 76 kg   | Épaulé-jeté | 1re      | 140 kg |
| 2023 | Championnats d'Europe  | Erevan     | - 76 kg   | Total       | 1re      | 253 kg |